# Rainer Meifert
Rainer Meifert (* 27. Juni 1967 in Kellinghusen) ist ein deutscher Schauspieler,  Produzent, Fotograf, Sänger und ehemaliges Model.

## Leben
Meifert wuchs in Kellinghusen auf. Im Jahr 1985 gründete Meifert mit ein paar Freunden seine Punk-Band Extremity, mit der er vor allem in Norddeutschland spielte. Da die Einnahmen jedoch nur sehr gering waren, löste die Band sich nach einiger Zeit wieder auf. Nach einigen Auslandsaufenthalten zog Meifert nach Kiel, wo er Jeans verkaufte und als Model entdeckt wurde. Seine erste Kampagne wurde bundesweit für den New Yorker fotografiert. Anschließend zog Meifert nach Hamburg, jobbte in verschiedenen Bars und begann als Fotograf zu arbeiten. Zu seinen Arbeiten zählten unter anderem Porträts von Karl Lagerfeld. 1995 wurde er in einer Bar als Schauspieler entdeckt. Meifert machte seine ersten Schauspielerfahrungen in Paris, wo er in dem Pilotfilm zur französischen Sitcom Hélene  et les Garcons mitspielte. Anschließend zog Meifert zurück nach Hamburg und arbeitete am Off-Theater Hamburg (heute Lichthoftheater). Meifert wurde von Ted Linow, dem Inhaber der Modelagentur Mega Model Agency, entdeckt und arbeitete einige Jahre als Model. Er arbeitete mit international renommierten Fotografen wie Patrick Demarchelier, Joachim Baldauf und Jim Rakete. Unter anderem arbeitete Meifert für internationale Modelagenturen wie Marylin Gaultier oder Boss Model Management in London. Mit Modeljobs in Paris, New York City und London finanzierte sich Meifert seinen Schauspielunterricht. Erstmals für Aufsehen sorgte Meifert 1997 durch seinen Auftritt in einer Esso-Werbung, in der er für seine schwangere Freundin Gurken kauft. Seine wohl bekannteste Rolle spielte Meifert bei Gute Zeiten, schlechte Zeiten, wo er von 1998 bis 2000 Dr. Jan Wittenberg verkörperte. Nach seinem Ausstieg übte Meifert Kritik an der Produktionsweise der Serie.
1999 hatte er mit seiner damaligen Freundin, GZSZ-Darstellerin Simone Hanselmann, einen schweren Autounfall. Die beiden trennten sich 2001. Weiterhin geriet Meifert durch seine Behauptungen, Sabrina Setlur habe ihn zwei Jahre lang verfolgt, bis er mit ihr ins Bett gegangen sei, in die Schlagzeilen und musste letztendlich 20.000 Euro Schmerzensgeld an Setlur zahlen.
2002 brachte Meifert seine erste Solo-Single heraus: This Is Not a Lovesong. Im April 2003 kündigte der Berliner Kurier an, Meifert werde ab September 2003 erstmals nach dem Unfall wieder in einer Hauptrolle zu sehen sein: in dem Theaterstück Glamorama. Lesungen von Glamorama fanden 2005 statt.
Seit 2005 veranstaltete Meifert im Berliner Szene-Restaurant Felix die Lese- und Eventreihe „The Glitterati“, bei der viele bekannte Schauspieler, Sänger, Künstler und Freunde Meiferts mitwirkten. Eine Sonderveranstaltung von „The Glitterati“ produzierte Meifert zugunsten des 30-jährigen Bestehens der von Karlheinz Böhm gegründeten Stiftung „Menschen für Menschen“. Das Event fand im Café am Neuen See statt und wurde von Künstlern, unter anderem Ben Becker und Samy Deluxe, gespielt. 2011 entsprang aus „The Glitterati“ eine feste Inszenierung, der „Rock´n Roll Circus“, bei dem unter anderem Felicitas von Anhalt, Marian Meder und Eva-Maria May mitwirkten.
2013 gelang Meifert das Comeback als Schauspieler mit einer kleineren Rolle in Klaus Lemkes Film Kein großes Ding. Im selben Jahr drehte Meifert den Film A Perception mit Hermes Phettberg und Henning Gronkowski. 2014 drehte Meifert unter der Regie von Klaus Lemke den Film Unterwäschelügen mit Andreas Bichler, Shermine Shahrivar und Kida Khodr Ramadan. Von dem ursprünglich geplanten Festivalfilm blieb jedoch schließlich nur ein 3-Minuten-Clip ohne Ton übrig.
In einem Interview mit der B.Z. erklärte Meifert im Juni 2013, von 2002 bis April 2012 schwer drogenabhängig gewesen zu sein; seitdem sei er nach eigenen Angaben clean. Im November 2014 zeigte der Fernsehsender ZDF Neo Meiferts Reportage Ausgekokst – mein Drogentrip. In dem Film thematisiert Meifert seine eigenen Erfahrungen mit Kokain und geht in Kolumbien der Frage nach, woher die Droge kommt und unter welchen Umständen sie produziert und gehandelt wird.